# أدريان بيكرينج
أدريان بيكرينج (بالإنجليزية: Adrienne Pickering)‏ هي ممثلة أسترالية، ولدت في 22 فبراير 1981 في أستراليا.

## أعمال

### أفلام
- (2009) المعرفة[5]

## وصلات خارجية
- أدريان بيكرينج على موقع IMDb (الإنجليزية)
- أدريان بيكرينج على موقع ألو سيني (الفرنسية)
- أدريان بيكرينج على موقع أول موفي (الإنجليزية)
- أدريان بيكرينج على موقع قاعدة بيانات الأفلام السويدية (السويدية)
- أدريان بيكرينج على موقع قاعدة بيانات الفيلم (الإنجليزية)
- أدريان بيكرينج على موقع كينوبويسك (الروسية)